# MIBA Genossenschaft
Die MIBA Genossenschaft (zuvor: MIBA Milchverband der Nordwestschweiz) mit Sitz in Aesch ist eine Genossenschaft mit rund 1‘200 Mitgliedern aus sechs Kantonen der Nordwestschweiz (AG, BL, BS, BE, JU, SO). Die Mitglieder sind allesamt Milchbäuerinnen und -bauern, die Milch für die Genossenschaft mooh oder eine von MIBA akkreditierte Käserei oder Molkerei produzieren. MIBA will ihre Mitglieder in der Milchproduktion unterstützen und Wertschöpfung aus der in ihrem Gebiet produzierten Milch generieren. Sie ist aktiv in der Interessenvertretung ihrer Mitglieder und bietet Dienstleistungen für ihre Mitglieder sowie für Dritte an. MIBA ist ein Mitglied der Schweizer Milchproduzenten und an der 2014 gegründeten Exportgesellschaft Lactofama beteiligt. Ausserdem ist sie Aktionärin der Emmi AG. Der langjährige Geschäftsführer Christophe Eggenschwiler wechselte im Jahr 2022 zu IP-Suisse, ebenfalls als Geschäftsführer. Im Jahr 2022 begann sie mit der Verarbeitung von IPS-Wiesenmilch.

## Genossenschaft mooh
Im April 2016 wurde mit der Nordostmilch AG der Zusammenschluss der Milchhandelsaktivitäten beschlossen. Während die Nordostmilch AG nach dem Zusammenschluss liquidiert wird, bleibt die MIBA Genossenschaft nach der Auslagerung des Milchhandels in die "Genossenschaft mooh" bestehen. Alle Milchproduzenten bleiben Mitglieder von MIBA, auch wenn sie künftig ihre Milch der "mooh" abliefern. Dadurch wurde Mooh zum neuen Marktführer im Schweizer Milchhandel. Mooh hat angekündigt Handel und Vermarktung der Bio-Rohmilch ab April 2018 mit der Biomilchpool GmbH zusammenzulegen. Ebenfalls wird das Milchhandelsgeschäft von Prolait übernommen und dessen Industriemilchvermarktung ab dem 1. Januar 2018. 2017 hatte Mooh knapp 5 Millionen Liter Milch, vor allem in Form von Käse, nach China exportiert. Durch das Freihandelsabkommen haben sich die Zölle auf Käse beinahe halbiert. Im April 2019 wurde der SVP-Politiker und Landwirt Martin Hübscher zum neuen Präsidenten von Mooh gewählt. Trotz einiger kritischen Stimmen wurde am selben Tag auch der Fenaco-Mann Urs Feuz in den Vorstand gewählt. Erster Präsident war Robert Bischofberger, welcher dieses Amt bis 2019 ausübte und zuvor langjähriger Präsident der Nordostmilch AG war. Erster Geschäftsführer war bis 2017 Christophe Eggenschwiler, gefolgt von Eugen Luz (2017 bis 2019) und René Schwager (ab 2019). Im Jahr 2021 haben 2925 Betriebe Milch für die Genossenschaft mooh produziert.
Mooh gehört zu den Aktionären des Milchverarbeitungsunternehmens Cremo.

## Fromagerie des Franches-Montagnes
Ab dem Frühling 2017 wurde bei Le Noirmont, mit Unterstützung von Bund und Kanton Jura, eine neue Käserei inkl. Schaukäserei gebaut. Im April 2019 wurde sie (Fromagerie des Franches-Montagnes) offiziell eröffnet. Mit der Milch der 18 Landwirte, alle aus dem Umkreis von vier Kilometern, werden in erster Linie die Käsesorten Tête de Moine und Greyerzer hergestellt.